# Jens Nowotny
Jens Nowotny (født 11. februar 1974 i Malsch, Vesttyskland) er en pensioneret tysk fodboldspiller, der spillede som midtbanespiller hos Karlsruher SC samt Bayer Leverkusen i Tyskland. Han var desuden i en årrække en del af det tyske landshold, som han blandt andet repræsenterede ved VM i 2006 på hjemmebane.

## Klubkarriere
Nowotny startede sin seniorkarriere i 1991 hos Karlsruher SC og fik den 2. maj 1992 sin Bundesliga-debut for klubben. I juli 1996 skiftede han til Bayer Leverkusen, hvor han var på kontrakt de efterfølgende 10 sæsoner. I sin tid her var han blandt andet med til at nå finalen i Champions League i 2002. Han skiftede i 2006 til kroatiske Dinamo Zagreb, men måtte stoppe sin karriere efter kun få måneder i klubben på grund af en alvorlig skade.

## Landshold
Nowotny nåede over en periode på ti år at spille 48 kampe for Tysklands landshold. Han debuterede for holdet den 30. april 1997 i en kamp mod Ukraine. Han var efterfølgende en del af den tyske trup til både EM i 2000, EM i 2004 og VM i 2006. Ved sidstnævnte begivenhed, der i øvrigt blev spillet på hjemmebane i Tyskland, vandt Nowotny og holdet bronze. 